# Einara
Einara is een geslacht van straalvinnige vissen uit de familie van gladkopvissen (Alepocephalidae). Het geslacht is voor het eerst wetenschappelijk beschreven in 1951 door Parr.

## Soorten
- Einara edentula (Alcock, 1892)
- Einara macrolepis (Koefoed, 1927)